# 埃尔河
埃尔河（法語：Erre，法語發音：[ɛʁ]）是法国奥恩省与厄尔-卢瓦省的河流，是于讷河的右支流，长17.93千米。